# Wuwei (miasto)
Wuwei (chiń. 武威; pinyin Wŭwēi) – miasto o statusie prefektury miejskiej w Chinach, w prowincji Gansu. W 2010 roku liczba mieszkańców miasta wynosiła 111 216. Prefektura miejska w 1999 roku liczyła 1 835 697 mieszkańców.

## Podział administracyjny
Prefektura miejska Wuwei podzielona jest na:
- dzielnicę: Liangzhou,
- 2 powiaty: Minqin, Gulang,
- powiat autonomiczny: Tianzhu.